# Битва при Клушині
Битва при Клушині — битва, що відбулася 4 липня 1610 року біля Клушина на Смоленщині між військами Речі Посполитої з одного боку й Московського царства та Швеції — з іншого. Складова польсько-московської війни 1609—1618 років. Завершилась розгромом московсько-шведського війська під командуванням Дмитра Шуйського та Якоба де ла Гарді польською кіннотою польного гетьмана коронного Станіслава Жолкевського.

## Склад військ

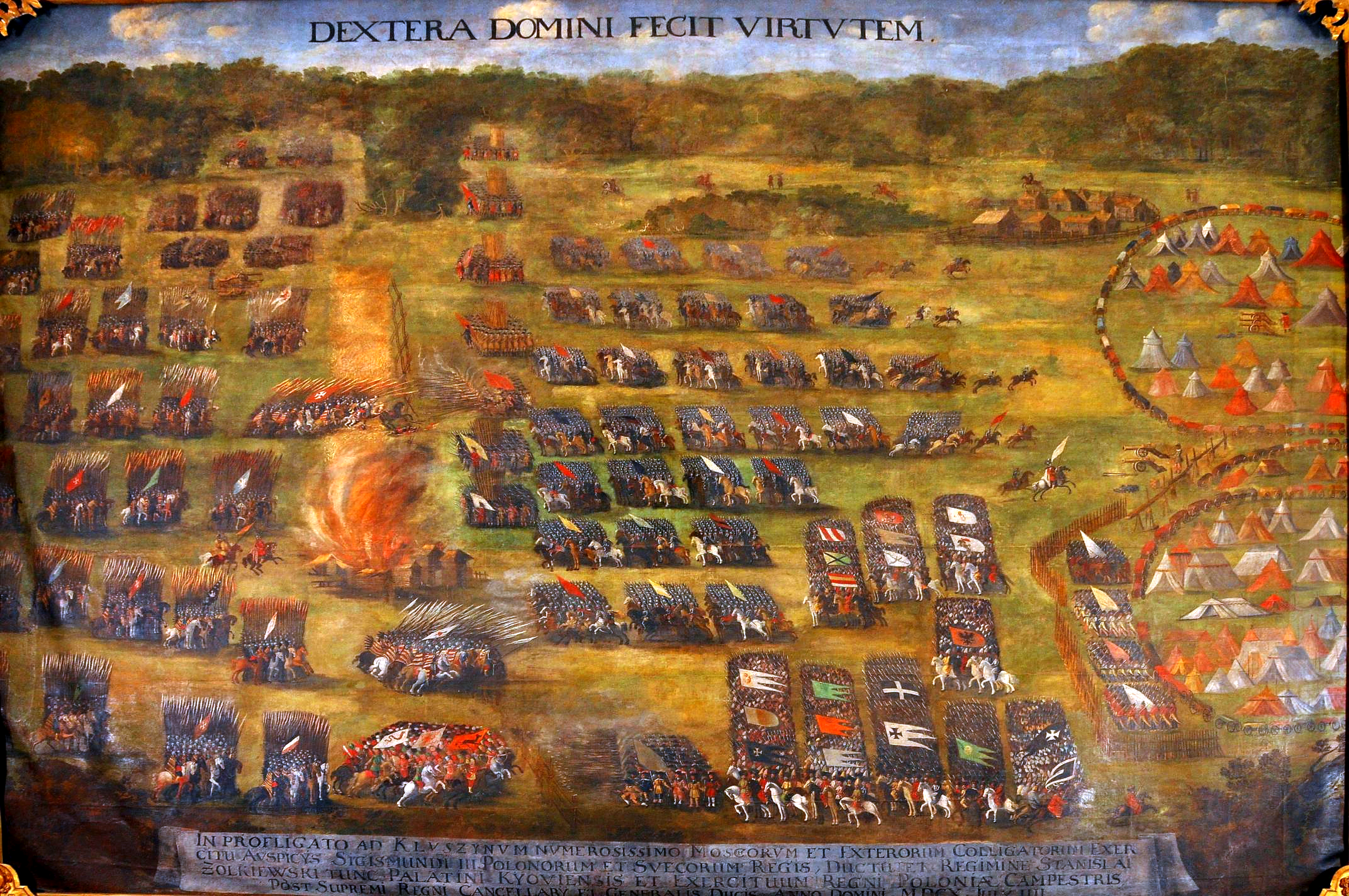
Шимон Богушович. Битва при Клушині. До 1620 р. Львівська картинна галерея

Коронні війська в кількості близько 6800 чоловік (5556 з яких становили крилаті гусари) під командуванням польного гетьмана коронного Станіслава Жолкевського здобули перемогу над чисельно переважаючими силами (35000 чоловік: частини під командуванням Дмитра Шуйського, Андрія Голіцина й Данила Мезецького, 5000 шведів з корпусу Делаґарді й кілька полків, складених з найманців (французів, німців і англійців). Враховуючи з'єднання, які не брали участі в битві (стояли в резерві або запізнилися), загальна чисельність коронних військ становила 12 400 осіб проти 48 000 московсько-шведських та найманців. Коронні війська мали 2 легкі гармати, московські — 11 (за іншими даними — 18) різного калібру.

## Битва

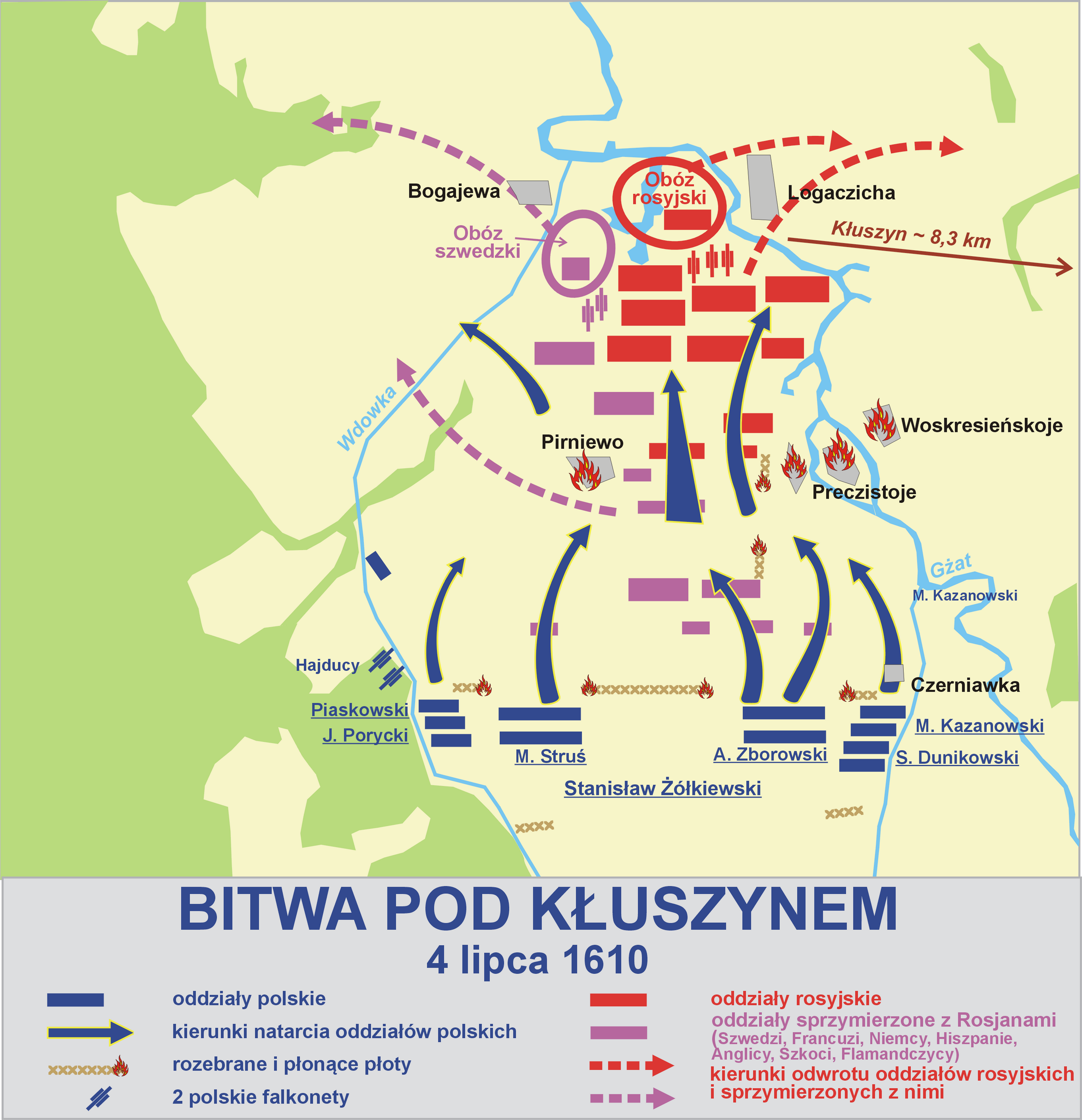

У ніч на 4 липня Жолкевський підняв військо і, залишивши 700 вершників у таборі, у повній тиші виступив на ворога. Нічний перехід крізь густий ліс виявився надзвичайно важким: вози з двома легкими гарматами застрягли в болоті й перегородили дорогу піхоті. Але ще до світанку коронний авангард постав перед московсько-шведським табором. Однак через погані дороги військо Жолкевського розтягнулося, і минуло більше години, перш ніж підійшли останні частини. Це врятувало Шуйського від блискавичного розгрому не готового до бою московсько-шведського табору.
З підходом останніх частин кавалерія Жолкевського атакувала. Найманці Делаґарді вишикувалися вздовж тинів, що перегороджували поле бою, і чинили запеклий опір протягом трьох годин. Гусар Самуїл Мацкевич згадував, що Жолкевський посилав ескадрони в атаку від 8 до 10 разів, у той час як зазвичай було достатньо всього однієї атаки крилатих гусар — саме так сталося після першої ж атаки гусар на московські полки: москалі не витримали першої атаки кавалерії і ганебно розбіглися по лісах. Вирішальним у протистоянні передових загонів Жолкевського зі шведськими найманцями виявився підхід нечисленної піхоти Речі Посполитої з двома гарматами; піхота вогнем і рішучою атакою зім'яла найманців, після чого шведи також втекли з поля бою — частина до табору, частина до лісу. Спроба контратаки за допомогою кінних мушкетерів П'єра де Лавіля (в основному французів) виявилася невдалою: вони також не витримали удару гусарів. Переслідуючи мушкетерів де Лавіля, гусари проскакали крізь табір московитів, у якому було близько 10 тис. деморалізованого війська, при цьому москалі не завдали полякам жодної шкоди. Шуйський із 5000-ми стрільців і 18-ма гарматами просидів в обозі і ніяк не підтримав своє військо.
Делаґарді, бажаючи врятувати своє військо й спостерігаючи повне небажання Шуйського битися з військом Речі Посполитої, вступив із Жолкевським до перемовин, обумовив збереження зброї, прапорів і з гідністю вийшов із бою. При цьому частина корпусу Делаґарді — в основному англійці — приєдналися до війська Жолкевського, іншим було дозволено на свій розсуд повернутися до Швеції або на батьківщину. Покинута москалями напризволяще німецька піхота також вступила в перемовини з Жолкевським і, отримавши гарантії своєї безпеки, при повному озброєнні з гідністю вийшла з бою.
Невдало спробувавши затримати військо Делаґарді грошима, Шуйський першим утік з табору, кинув власного коня в болоті і прибув до Можайська на селянській шкапі. У цей час коронне військо гнало мосвитян 2 чи 3 німецьких милі (14-20 км). Увесь московський обоз, скарбниця, артилерія, знамена, включаючи шаблю й булаву Шуйського, дістався війську Жолкевського.